# ペラ・スタジアム
ペラ・スタジアム(マレー語: Stadium Perak)は、マレーシアのペラ州イポーのDBIスポーツコンプレックス内にある多目的スタジアムである。

## 概要
マレーシアで1997年に開催された1997 FIFAワールドユース選手権に向けて1997年に建設された。1997年に建設された当時はアジアでも有数のスタジアムだった。収容人数は42,500人。主にサッカーの試合に用いられ、マレーシアサッカーリーグに所属するペラFAがホームスタジアムとして使用している他、マレーシアFAカップ決勝戦の会場としても使用されることがある。

## 交通アクセス
スルタン・アズラン・シャー空港よりタクシーで約15分。